# 似片寄居蟹属
似片寄居蟹属（学名：Tomopaguroides）为寄居蟹科的一个属。

## 下属物种
本属包括以下物种：
- 小眼似片寄居蟹 Tomopaguroides valdividae (Balss, 1911)